# Lake Glenbawn

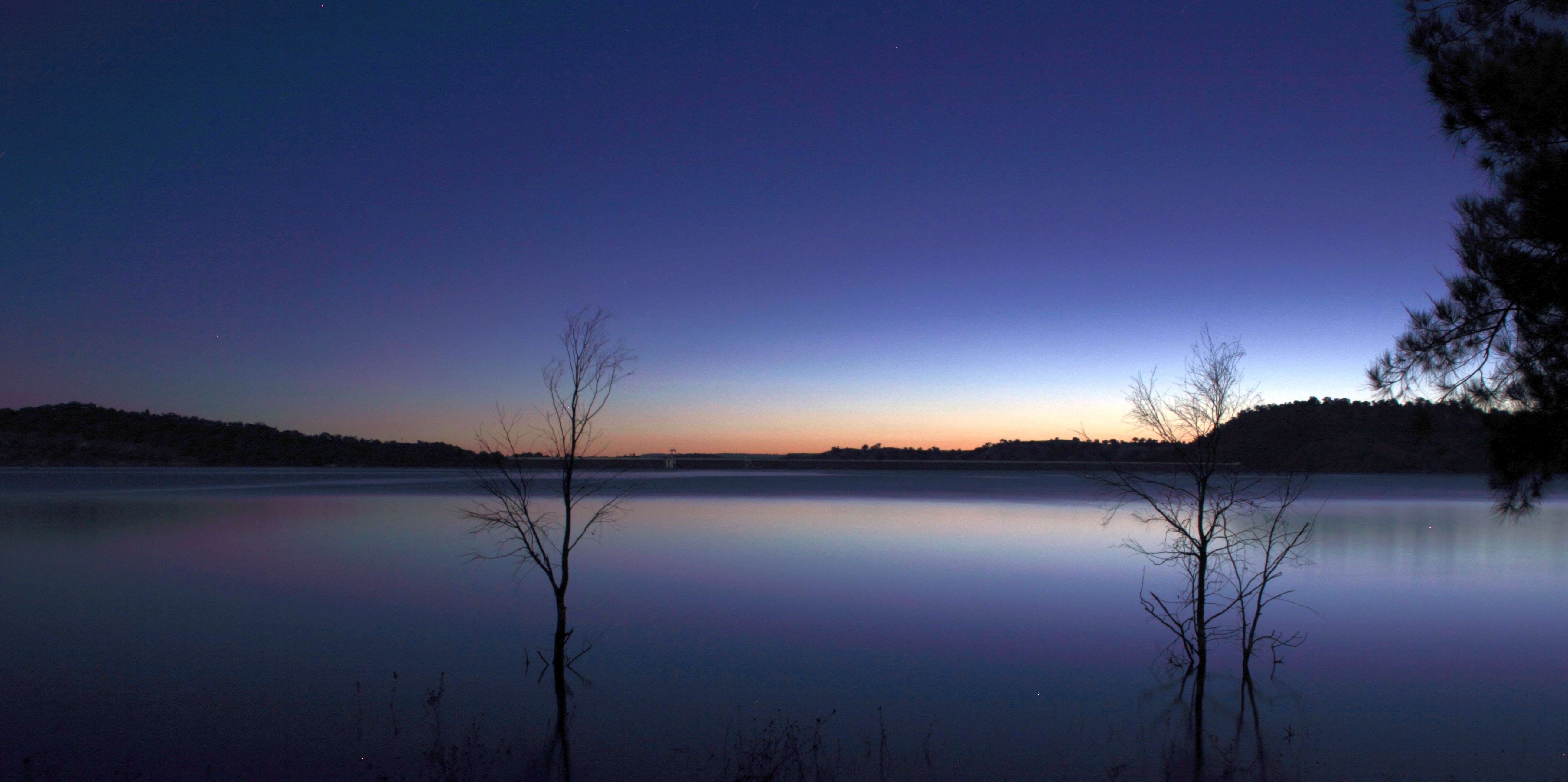
Lake Glenbawn in der Dämmerung

Der Lake Glenbawn ist ein Stausee im Osten des australischen Bundesstaates New South Wales. Dort wird der Hunter River angestaut.
Der zugehörige Staudamm ist der größte Erddamm in Australien.
Der Stausee liegt östlich der Stadt Scone am Oberlauf des Flusses. Der Damm wurde 1958 fertiggestellt.
Der Hauptzweck des Staudamms ist die Bewässerung der landwirtschaftlichen Gebiete in der Gegend. Er regelt auch den Wasserstand im Hunter River.
Der Stausee ist ein beliebtes Fischgewässer. Gefischt wird von Booten oder vom Ufer aus.